# Panchayat
Panchayat (पंचायत em devanágari), panchayati raj (conselho de cinco funcionários) ou, na forma em língua portuguesa, panchaiati, é um sistema político indiano que agrupa cinco vilas num quincôncio (quatro vilas periféricas a rodear uma vila central, como o lado '5' de um dado). Cada uma das vilas tem tarefas e responsabilidades próprias. A vila central, normalmente a maior, organiza o armazenamento de comida e é o local de encontro dos responsáveis (assim como o local das suas residências).
Este conselho de cinco funcionários é o sistema de autogoverno local de aldeias na Índia rural em oposição aos municípios urbanos e suburbanos. Consiste nas Instituições Governamentais Panchaiati (PRI; Panchayati Raj Institutions) que têm a tarefa de "desenvolvimento econômico, fortalecimento da justiça social e implementação de esquemas do governo central e estadual, incluindo os 29 assuntos listados no Décimo Primeiro Anexo" da Constituição Indiana.
A Parte IX da Constituição Indiana é a seção relativa aos panchaiatis. Estipula que em estados ou Territórios da União com mais de dois milhões de habitantes existem três níveis de PRIs:
- os gram panchaiatis, nível de aldeias;[3]
- o panchaiati samiti, nível de taluca ou paróquia, e;[3]
- o conselho distrital (distrito panchaiati) a nível distrital.[3]

Nos estados ou Territórios da União com menos de dois milhões de habitantes existem apenas dois níveis de PRIs. O Gram Sabha consiste em todos os eleitores registrados que vivem na área de Gram Panchaiati e é a organização através da qual os habitantes da aldeia participam diretamente no governo local. As eleições para os membros dos panchaiatis em todos os níveis ocorrem a cada cinco anos. Os panchaiatis devem incluir membros de Castas Programadas (SCs) e Tribos Programadas (STs) na mesma proporção que na população em geral. Um terço de todos os assentos e cargos de presidente deve ser reservado para mulheres; em alguns estados, metade de todos os assentos e cargos de presidente.